# Robert Erskine Childers

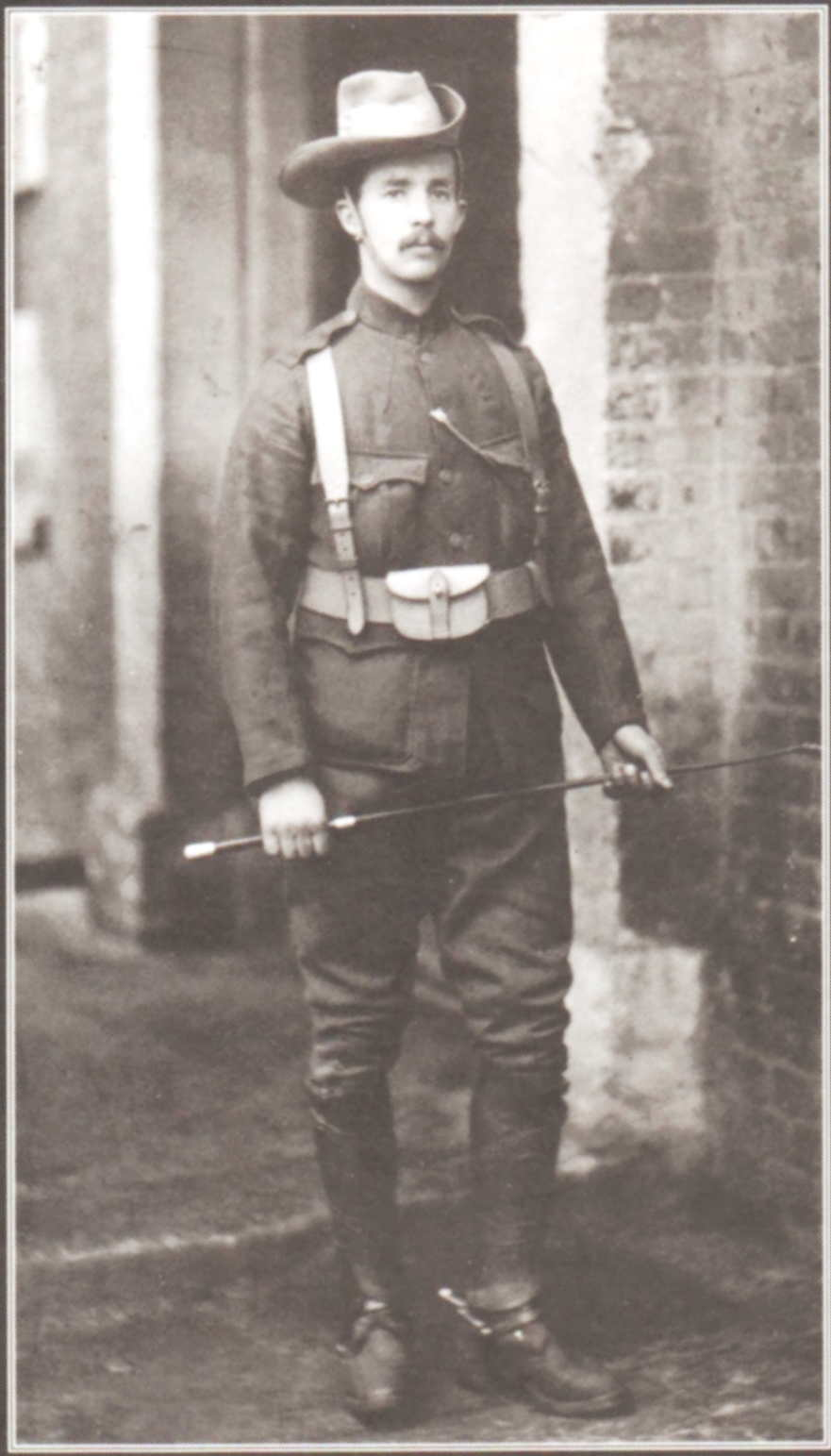
Robert Erskine Childers

Robert Erskine Childers (Aussprache: /ˈɜːrskɪn ˈtʃɪldərz/; * 25. Juni 1870 in Glendalough; † 24. November 1922 in Dublin) war ein irischer Schriftsteller, Politiker und prominenter Anhänger der irischen Unabhängigkeitsbewegung.

## Leben
Erskine Childers wurde als Sohn des Indologen Robert Cesar Childers und Neffe des Politikers Hugh Childers in eine gebildete protestantische, britisch-irische Familie geboren. Früh verwaist, wuchs Erskine Childers bei einem Onkel im County Wicklow auf und besuchte das angesehene Haileybury and Imperial Service College in Hertford Heath bei Hertford. Danach studierte er am  Trinity College in Cambridge die Classical honours tripos und Rechtswissenschaft. Ab 1895 arbeitete er im britischen Unterhaus als Angestellter.

### Hochseesegler, Soldat und Schriftsteller
Childers war ein begeisterter und kenntnisreicher Hochseesegler, besaß mehrere Boote und unternahm ausgedehnte Segeltouren an Nordsee, Ostsee und Atlantik.
1899 meldete sich Childers – zu diesem Zeitpunkt noch Befürworter des britischen Empire – als Freiwilliger für den Burenkrieg, in dem er als Offizier schwer verwundet wurde und als Invalide nach Großbritannien zurückkehren musste. Dort angekommen verfasste er seinen bekannten Roman The Riddle of the Sands (deutsch: Das Rätsel der Sandbank, neuere Übersetzung: Das Rätsel von Memmert Sand), der 1903 veröffentlicht wurde. Hierin prophezeite er einen Krieg mit dem Deutschen Reich und eine Seeanlandung von Truppen an der britischen Küste. Das Buch war so eindringlich, dass nach Aussage von Winston Churchill die britische Admiralität Flottenbasen in Invergordon, Firth of Forth und Scapa Flow einrichten ließ. Der Roman gilt als ein Klassiker des frühen Spionageromans.
In den folgenden Jahren verfasste Childers zahlreiche militärische Bücher, die sich kritisch mit britischen Strategien und Taktiken auseinandersetzten. Unter anderem ging er der Frage nach, was die Kavallerieeinheiten des britischen Heeres von der Kavallerie des deutschen Heeres lernen könnten und was nicht.

### Einsatz für die Unabhängigkeit Irlands
Ab 1908 wurde Childers zum glühenden Anhänger der irischen Unabhängigkeitsbewegung und zum radikalen Verfechter der Home Rule League. So schmuggelten Erskine Childers, seine Frau Molly sowie Mary Spring Rice nur wenige Tage vor dem Ausbruch des Ersten Weltkrieges deutsche Waffen nach Irland, die sie in Howth anlandeten. Sie waren für den geplanten Aufstand gegen die britischen Besatzungstruppen in Irland bestimmt, der schließlich 1916 als Osteraufstand ausgelöst wurde.
Während des Ersten Weltkrieges diente Childers als Offizier in der Royal Navy auf der Nordsee sowie an den Dardanellen. Childers wurde zum Lieutenant Commander befördert und mit dem Distinguished Service Order ausgezeichnet. Durch die blutige Niederschlagung des Osteraufstandes im April 1916 wurde er nochmals radikalisiert und schloss sich der Sinn Féin um Éamon de Valera und Michael Collins an. Während der Versailler Verträge vertrat er die irischen Nationalisten und wurde zum Pressesprecher des neu gebildeten irischen Parlamentes. Weiterhin verfasste er zahlreiche Abhandlungen, in denen er die britische Irland-Politik und den Premierminister David Lloyd George scharf kritisierte. Als Director of Propaganda gehörte er ab 1921 zum Führungskreis von Sinn Féin. Im selben Jahr wurde er als Abgeordneter für das County Wicklow in den Second Dáil gewählt. Gleichwohl misstrauten ihm führende Republikaner, darunter Arthur Griffith, aufgrund seiner früheren Tätigkeit als britischen Offizier. Von einigen wurde Childers sogar als „the Englishman“ herabgewürdigt.

### Irischer Bürgerkrieg und Tod
Childers lehnte, obwohl er der irischen Delegation angehört hatte, den anglo-irischen Vertrag vom 6. Dezember 1921, der zur Bildung eines Irischen Freistaates führte, strikt ab. Insbesondere die noch vorhandene konstitutionelle Verbindung zum Vereinigten Königreich sowie Einschränkungen der Machtbefugnisse und Hoheitsrechte waren Hauptkritikpunkte, die zur Spaltung der Sinn Féin führten: Die für den Vertrag eintretende Cumann na nGaedheal stand der radikal-republikanischen Mehrheit der Sinn Féin und der IRA schließlich im Irischen Bürgerkrieg gegenüber, der von Juni 1922 bis April 1923 geführt wurde. Daraufhin wurde er von den Soldaten des Irischen Freistaates als Drahtzieher gegnerischer Propaganda gejagt und am 10. November 1922 in Glendalough festgenommen. Zehn Tage darauf verurteilte ihn ein Militärgericht zum Tode, und zwar aufgrund des von der Regierung verfügten Kriegsrechts, das im Falle illegalen Waffenbesitzes die Todesstrafe zuließ. Am 24. November 1922 wurde Childers in Dublin bei den Beggar's Bush Barracks von einem Erschießungskommando exekutiert. Seine letzten Worte lauteten: „Take a step forward, lads. It will be easier that way.“ („Macht einen Schritt nach vorne, Jungs. So wird es einfacher.“)

## Familie
Sein Sohn, Erskine Hamilton Childers (1905–1974), war von 1973 bis zu seinem Tod 1974 der vierte Präsident der Republik Irland. Sein Cousin Robert Childers Barton war ein bekannter irischer Politiker und gehörte zu den Unterzeichnern des Anglo-Irischen Vertrages, der letztlich die Teilung der Insel bewirkte.

## Verfilmungen
- 1978: Bei Nacht und Nebel (The riddle of the sands)
- 1987: Das Rätsel der Sandbank Fernsehserie